# Fangcheng
Fangcheng (en chino, 防城区; pinyin, Fángchéng qū; literalmente, ‘la ciudad de la defensa’) es un distrito urbano bajo la administración directa de la Prefectura Fangchenggang en la Región autónoma de Guangxi, República Popular China. Su área es de 2427 km² y su población total para 2020 superó los 390 mil habitantes.

## Administración
El distrito de Fangcheng se divide en 13 pueblos que se administran en 3 subdistritos, 8 poblados, 1 villa y 1 villa étnica.